# 2026年のテレビ (日本)
2026年のテレビでは、2026年（令和8年）のテレビ分野（主に日本）の動向についてまとめる。

## テレビ番組関係の出来事

### 1月
- 4日（予定） - 【特番・スポーツ】テレビ朝日系『ワールドプロレスリング』の特番として、この日開催予定の新日本プロレス新春恒例の東京ドーム（東京都文京区）大会「WRESTLE KINGDOM 20 in 東京ドーム」の模様を22年ぶりとなる全国ネットで放送予定。前年柔道選手から引退したウルフ・アロンがこの日プロレスラーとしてデビューするほか、新日本プロレス社長を兼務する棚橋弘至の引退試合も予定されている[1][2]。
- 上旬（予定） - 【ドラマ・大河ドラマ】NHK大河ドラマ第65作として、豊臣秀長が主人公の『豊臣兄弟!』（作：八津弘幸、主演：仲野太賀）を放送予定[3]。
- 月内（予定） - いずれも【アニメ】
  - 山田鐘人・アベツカサの同名漫画を原作とし、2023年9月から2024年3月にかけて日本テレビ系「FRIDAY ANIME NIGHT」枠で第1期が放送された、『葬送のフリーレン』（マッドハウス制作）の第2期が同局系で放送開始予定[4]。
  - 1988年4月から1989年3月にかけて名古屋テレビ（現・メ〜テレ）製作・テレビ朝日系で放送された『鎧伝サムライトルーパー』の正統続編となる『鎧真伝サムライトルーパー』が放送開始予定。旧シリーズを制作したサンライズが再び制作する[5]。
  - テレビ朝日系
    - 『IMAnimation』枠で、マガジンポケットで連載されている渡辺静による同名漫画を原作とし、かつての炎上系配信者を主人公にした「現代式除霊バトルアクション」の作品である『デッドアカウント』を放送開始予定（SynergySP制作）。主人公の縁城蒼吏役を岡本信彦が担当する[6][7]。
    - 『NUMAnimation』枠で、2025年1月から3月まで放送されたフィギュアスケートを題材にした『メダリスト』（ENGI制作）の第2期が放送開始予定。第1期に続いて、結束いのり役を春瀬なつみが、明浦路司役を大塚剛央がそれぞれ務める[8][9]。

### 4月
- 上旬（予定） - 【ドラマ・朝ドラ】連続テレビ小説第114作として、田中ひかるの作品『明治のナイチンゲール 大関和物語』をモチーフに、日本初の近代看護師大関和と鈴木雅の奮闘を描く『風、薫る』（脚本：吉澤智子、主演：見上愛・上坂樹里）を放送予定[10][11]。

### 年内
- 秋（予定） - 【ドラマ・朝ドラ】連続テレビ小説第115作として、小説家・宇野千代をモデルとした『ブラッサム』（脚本：櫻井剛、主演：石橋静河）を放送予定[12]。
- 年内（予定） - いずれも【アニメ】
  - 1980年代前半から1990年代後半にかけて、スタジオぴえろが制作した「ぴえろ魔法少女シリーズ」[注 1]の、28年ぶりの新作となる『魔法の姉妹ルルットリリィ』が放送予定（放送時期・放送局は未発表）[13]。
  - 武論尊・原哲夫の漫画で、フジテレビ系で1984年 - 1988年にかけてテレビアニメが2シリーズ（東映動画（現・東映アニメーション）制作）放送された『北斗の拳』の新作アニメシリーズとなる『北斗の拳 -FIST OF THE NORTH STAR-』がこの年放送予定（制作会社・放送局未発表）。原作40周年を迎えた2023年に記念作品として制作することが発表されていた。スタッフや出演声優については2025年7月に発表され、ケンシロウ役に武内駿輔を起用する[14][15]。
  - テレビ朝日系『IMAnimation』枠において、末永裕樹（原作）と馬上鷹将（作画）による週刊少年ジャンプ連載の同名漫画を原作とし、落語の噺家として歩み始める少女の姿を描く『あかね噺』が放送開始予定（ゼクシズ制作）。主人公の阿良川あかね（桜咲朱音）役に永瀬アンナ、大学生で学生落語家の三明亭からし役に江口拓也、自らの力を試すために落語の道に進む少女・阿良川ひかる（高良木ひかる）役に高橋李依をそれぞれ起用する[16]。
  - 金田陽介の原作で「マガジンポケット」に連載されている学園ファンタジーの同名漫画である『黒猫と魔女の教室』が放送予定（ライデンフィルム制作・放送局未発表）。魔女の見習いであるスピカ・ヴァルゴ役を本渡楓が、その憧れの魔術師であるクロード・シリウス役を島崎信長がそれぞれ務める[17]。
  - 榛名丼の原作による同名のライトノベル作品で、海沿いの街を舞台に青春ラブストーリーが展開される『レプリカだって、恋をする。』が放送予定（Voil制作・放送局未発表）。主人公であるナオ役と愛川素直役を諸星すみれがそれぞれ務める[18]。

## その他テレビに関する話題
- 2月（予定） - 【新社屋・宮崎県】宮崎放送（MRT、TBS系）が宮崎市錦本町の県有グラウンド用地[注 2]に建設する新本社屋を完成させる予定（正式な本社移転・放送開始日は10月予定）[19]。2021年当初の予定では2025年7月完成予定だった[20][21]。
- 年内 - NHK放送センターの建て替え工事の一環で建設された情報棟の運用が開始される予定[22]。

## 周年

### 番組
| 月 | 周年 | 番組（放送局） |
| -- | ---- | --- |
| 1  | 60   | ウルトラシリーズ（テレビ東京） |
| 1  | 55   | 新婚さんいらっしゃい!（朝日放送テレビ） |
| 1  | 30   | 名探偵コナン（読売テレビ） |
| 1  | 20   | 今夜も生でさだまさし、プロフェッショナル 仕事の流儀（以上、NHK総合） |
| 1  | 15   | WIN BY ALL!（千葉テレビ放送） カードファイト!! ヴァンガードシリーズ（テレビ愛知） 上沼・高田のクギズケ!（読売テレビ・中京テレビ） うまDOKI（KBS京都） BSイレブン競馬中継（BS11） |
| 2  | 50   | 徹子の部屋（テレビ朝日） |
| 2  | 30   | 真夜中市場〜ハイヒールの眠れない夜〜（関西テレビ） |
| 3  | 15   | 100分de名著（NHK Eテレ） ヒルナンデス!（日本テレビ） どさんこワイド朝（札幌テレビ） イチモニ!（北海道テレビ） Nスタやまがた（テレビユー山形） 音楽の日（TBS） |
| 4  | 65   | 連続テレビ小説（NHK） みんなのうた（NHK） |
| 4  | 55   | 仮面ライダーシリーズ（テレビ朝日） |
| 4  | 50   | 名曲アルバム（NHK） 日曜美術館（NHK Eテレ） プロ野球ニュース（フジテレビ / フジテレビONE） |
| 4  | 45   | 将棋の時間（NHK Eテレ） サタふく（福島テレビ） |
| 4  | 40   | 日立 世界・ふしぎ発見!（TBS） |
| 4  | 35   | abnステーション（長野朝日放送） |
| 4  | 30   | 新・ざわざわ森のがんこちゃん、いないいないばあっ!（以上、NHK Eテレ） 大下容子ワイド!スクランブル（テレビ朝日） 王様のブランチ、世界遺産（以上、TBS） 午後のロードショー（テレビ東京） |
| 4  | 25   | ザ!世界仰天ニュース（日本テレビ） 水野真紀の魔法のレストラン、せやねん!（以上、毎日放送） アサデス。（九州朝日放送） |
| 4  | 20   | ダーウィンが来た! 〜生きもの新伝説〜、ニュースウオッチ9（以上、NHK総合） ならナビ（NHK奈良放送局 / NHK総合） Oha!4 NEWS LIVE（日テレNEWS24 / 日本テレビ） 散歩シリーズ（テレビ朝日） 日経スペシャル カンブリア宮殿（テレビ東京） Rising Reysol（千葉テレビ放送） お笑いワイドショー マルコポロリ!（関西テレビ） 美の壺（NHK BSプレミアム）                                   |
| 4  | 15   | ○○の演芸図鑑（NHK総合） もぎたて!（NHK岡山放送局 / NHK総合） にっぽんの芸能、みんなDEどーもくん!（以上、NHK Eテレ） ZIP!、シューイチ（以上、日本テレビ） FOOT×BRAIN、プリティーシリーズ（テレビ東京） ぐっ!ジョブ〜九州ゲンキ主義経済〜（TVQ九州放送） にっぽん縦断 こころ旅、新日本風土記（以上NHK BSプレミアム4K・NHK BS） 夢釣行〜一魚一会の旅〜（BS日テレ・BS日テレ 4K） |
| 4  | 10   | うたコン、どーも、NHK（以上、NHK総合） ふるカフェ系 ハルさんの休日、で〜きた、カテイカ（以上、NHK Eテレ） ネタパレ、ぼのぼの（以上、フジテレビ） つづくさんのどようだよ (^^)（宮崎放送） いいすぽ!（フジテレビONE） |
| 5  | 60   | 笑点（日本テレビ） |
| 5  | 10   | ガッチャンコバラエティ(北海道放送) |
| 6  | 15   | 東北Z（NHK仙台放送局 / NHK総合（東北6県）） |
| 7  | 30   | 1億人の大質問!?笑ってコラえて!（日本テレビ） |
| 7  | 20   | 情報ライブ ミヤネ屋（読売テレビ） |
| 7  | 10   | パズドラシリーズ（テレビ東京） |
| 8  | 45   | 熱闘甲子園（朝日放送テレビ・テレビ朝日） |
| 9  | 25   | やすしきよしの夏休み（関西テレビ） |
| 9  | 20   | 秘密のケンミンSHOW（読売テレビ） |
| 10 | 55   | RSKイブニングニュース（RSK山陽放送） 提言の広場（山形テレビ） |
| 10 | 40   | モーニングショー（テレビ朝日） ミュージックステーション（テレビ朝日） |
| 10 | 35   | オールスター感謝祭（TBS） どさんこワイド179（札幌テレビ） |
| 10 | 25   | わが心の大阪メロディー（NHK大阪放送局 / NHK総合） サンデージャポン（TBS） ユタンポ（RSK山陽放送） |
| 10 | 20   | ドキュメント72時間（NHK総合） news zero（日本テレビ） |
| 10 | 15   | グレーテルのかまど（NHK Eテレ） マツコの知らない世界（TBS） おぎやはぎの愛車遍歴 NO CAR, NO LIFE!（BS日テレ・BS日テレ 4K） 乃木坂工事中（テレビ愛知） |
| 10 | 10   | ねほりんぱほりん（NHK Eテレ） 激レアさんを連れてきた。（テレビ朝日） |
| 11 | 25   | 日テレ系音楽の祭典 ベストアーティスト（日本テレビ） 未来の主役 地球の子どもたち（TVQ九州放送） |
| 11 | 15   | 買物の時間（テレビ東京） |
| 11 | 10   | ゆうがたサテライト（テレビ東京） 今夜はナゾトレ（フジテレビ） おかべろ（関西テレビ） |
| 12 | 70   | 日曜劇場（TBS） |
| 12 | 15   | THE MANZAI マスターズ（フジテレビ） |

## 受賞
その他の賞については、以下を参照。